# Мисс Вселенная 2018
Мисс Вселенная 2018 (англ. Miss Universe 2018) — прошедший 67-й международный конкурс красоты Мисс Вселенная. Проводился 17 декабря 2018 в Impact, Muang Thong Thani в столице Таиланде, Бангкоке.
Ведущими мероприятия стали Стив Харви и супермодель Эшли Грэм, а также телевизионная персона Карсон Крессли и комментатор Лу Сьерра. Американский певец и автор песен Ne-Yo выступил во время конкурса.
Конкурсанты из 94 стран приняли участие в конкурсе в этом конкурсе, превысив предыдущий рекорд 92 конкурсанток в 2017 году. Представительница Испании Анхела Понсе стала первым открытым трангендером, участвовавшим в данном конкурсе красоты.

## Место проведения

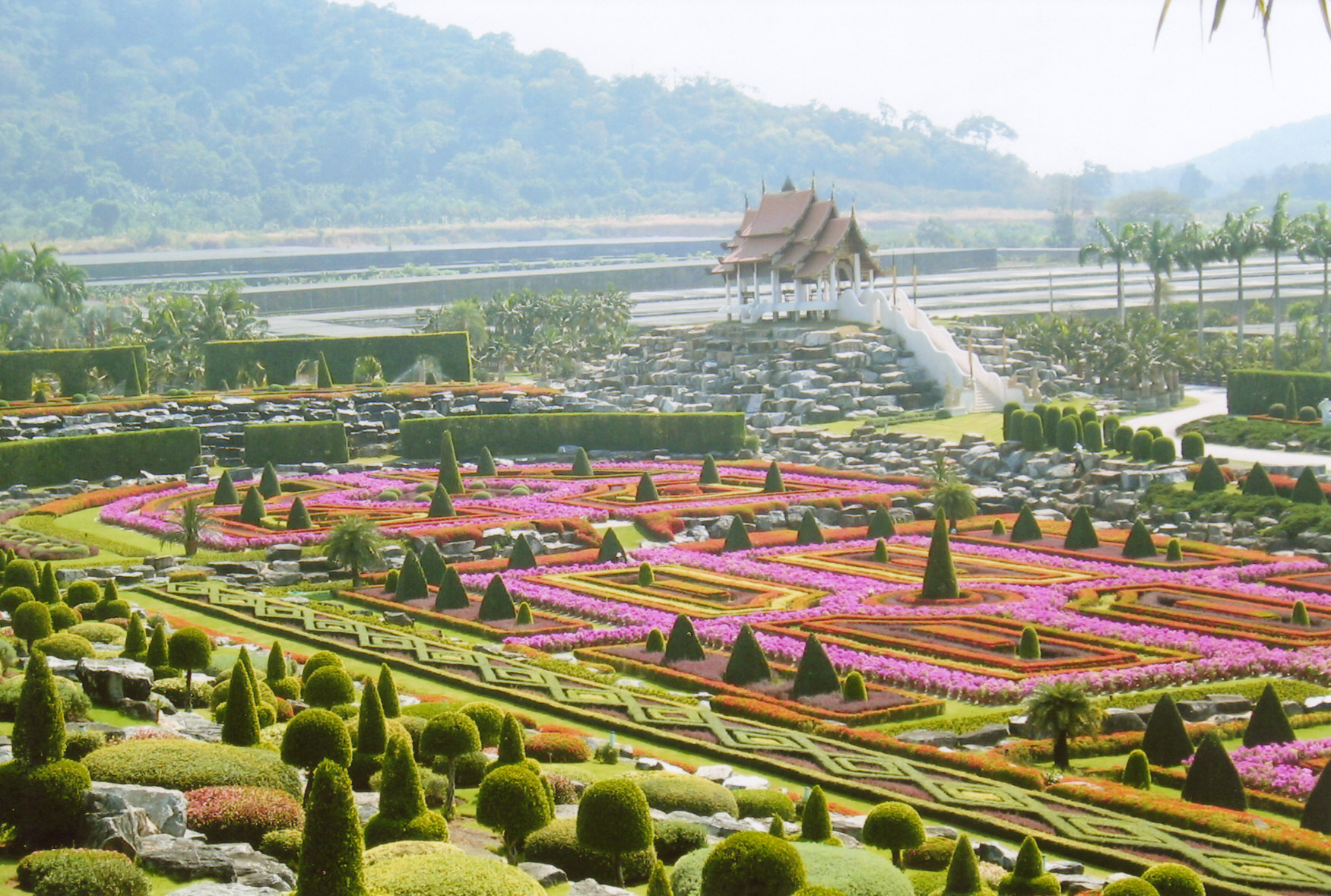
Nong Nooch Тропический ботанический сад место для проведения в национальных костюмах.

Организаторы Мисс Вселенная вели переговоры о проведении конкурса Мисс Вселенная 2018 в Китае. Переговоры потерпели крах после того, как китайцы отказались транслировать конкурс в прямом эфире из-за большой разницы во времени между Китаем и США. После этого организаторы начали переговоры с Филиппинами. Ранее эта страна проводила данный конкурс в 2016 году.
В апреле 2018 года Секретарь туризма Филиппин — Ванда Тульфо Тео разговаривала с Президентом Филиппин — Родриго Дутерте о возможности проведения конкурса в Боракай в ноябре 2018 года, который к тому времени будет вновь реабилитирован после того, как был закрыт в течение шести месяцев. 6 мая, Тульфо Тео объявила, что у Филиппин есть «90% шанс» принять конкурс, а также сообщила, что Отдел туризма будет искать спонсоров. Спонсор 2016 года в лице LCS Holdings Inc. отказался от финансирования конкурса красоты 2018 года. 18 мая 2018 года преемник Тульфо, Бернадетт Ромуло-Пуят объявил, что страна отказалась от предложения хостинга из-за бюджетных ограничений и других проблем. Ромуло-Пуят также отметил, что на Филиппинах недавно состоялся конкурс и в ближайшее время нет возможности проводить ещё один.
31 июля 2018 года было анонсировано организаторами, в частности Паулой Шугарт на конференции Bangkok Art and Culture Centre, что конкурс красоты будет проводиться в столице Таиланда, Бангкоке 17 декабря. Этот город дважды проводил конкурс красоты в 1992 году и 2005 годах. Победительница 2017 года Деми-ли Нель Петерс, наряду с двумя предыдущими победительницами Апасра Хонгсакула (Мисс Вселенная 1965) и Наталья Глебова (Мисс Вселенная 2005), участвовали в объявлении.

## Результаты

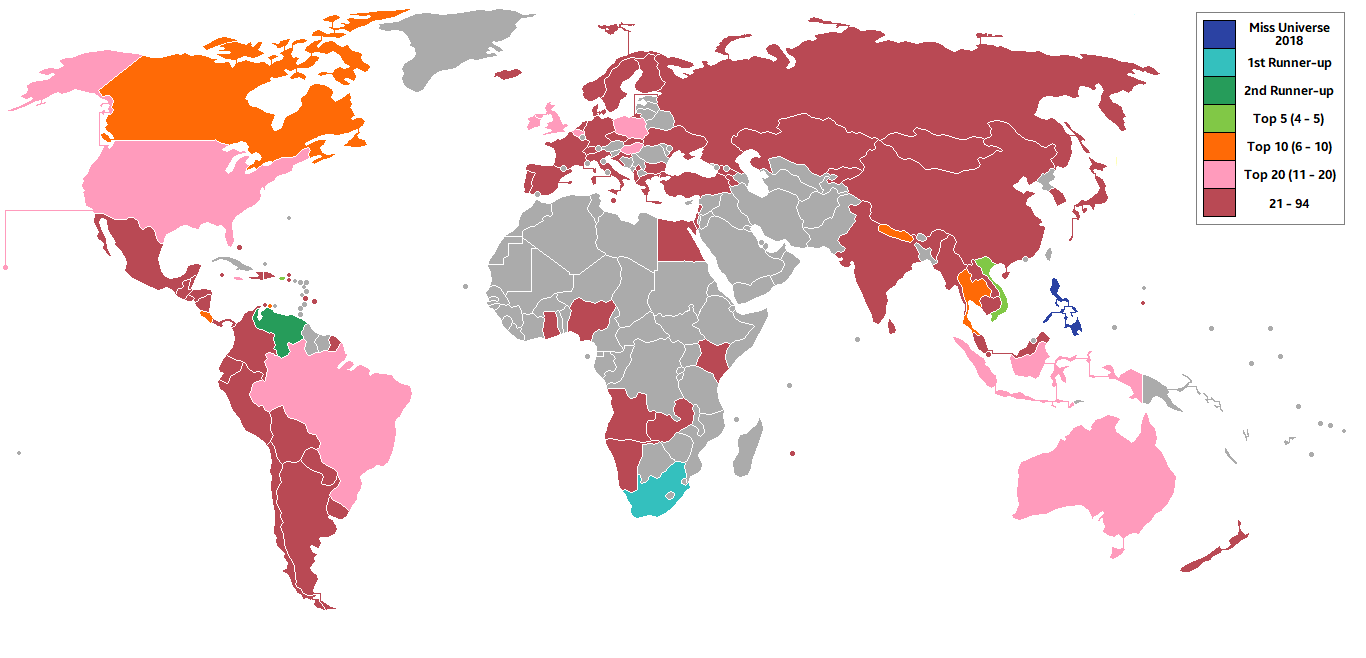
Страны-участницы Мисс Вселенная 2018

| Итоговый результат  | Участница |
| ------------------- | --- |
| Мисс Вселенная 2018 | - Филиппины — Катриона Грей |
| 1 Вице-Мисс         | - ЮАР — Тамарин Грин |
| 2 Вице-Мисс         | - Венесуэла — Стефани Гутьерес |
| Топ-                | - Вьетнам — Хе Хен Ние - Пуэрто-Рико — Киара Ортега |
| Топ 10              | - Канада — Марта Стенпиен - Коста-Рика — Наталья Карвахал - Кюрасао — Акиша Альберт - Непал — Манита Девкота - Таиланд — Сопхида Канчанарин |
| Топ 20              | - Австралия — Франческа Ханг - Бельгия — Зоэ Брюне - Бразилия — Майра Диас - Великобритания — Ди-Энн Кентиш-Роджерс - Венгрия — Энико Кечкеш - Индонезия — Сония Фергина Читра - Ирландия — Грейн Галлана - Польша — Магдалена Сват - США — Сара Роуз Саммерс - Ямайка — Эмили Мэддисон |

## Конкурс красоты

### Формат
В отличие от последних лет, участницы были сокращены до 20 полуфиналисток, по сравнению с 16 участницами в 2017 году и 13 в 2016 году. Первые полуфиналистки были выбраны путём закрытого собеседования и предварительного конкурса, проведённого за несколько дней до финала. Континентальный формат, представленный в издании 2017 года, остался — состоящий из пяти полуфиналистов из Европы, пять из Америки, пять из Африки и Азиатско-Тихоокеанского региона и пять неизвестных, независимо от континентальной группировки. Топ-20 участницам было поручено дать вступительное заявление — 15-секундное видео о себе — для судей и зрителей, после чего судьи выбрали полуфиналисток в Топ-10, которые соревновались как в купальниках, так и в вечерних платьях. Впервые не все полуфиналисты участвовали в соревнованиях по купальникам. После двух этапов судьи выбрали Топ-5 участниц, которые участвовали в предварительных вопросах и ответах. Затем судьи урезали Топ-3. Три участницы вошли в финал.
Для этого конкурса красоты не было онлайн-голосования для телезрителей.

### Судьи
Как для предварительного соревнования, так и для финальной телепередачи было организовано жюри, состоящее из семи женщин:
- Лилиана Гил Валлетта — Колумбийско-американская бизнесвумен и предприниматель
- Джанайе Ингрэм — Американский политический организатор и Мисс Нью-Джерси
- Моник Луилир — Филиппино-американский модельер
- Мишель МакЛин — победительница Мисс Вселенная 1992
- Иман Оубу — Марокканско-американский учёный, предприниматель, медицинский миссионер и бывший владелец конкурса красоты
- Буи Симон — победительница Мисс Вселенная 1988
- Ришель Сингсон-Мишель — Филиппинская бизнесвумен и архитектор

## Участницы
Список из 94 участниц:
| Страна/Территория                   | Участница               | Возраст | Родной город/регион     | Континентальная группа |
| ----------------------------------- | ----------------------- | ------- | ----------------------- | ---------------------- |
| Австралия                           | Франческа Ханг          | 24      | Сидней                  | Africa & Asia-Pacific  |
| Албания                             | Трейси Сейдини          | 18      | Тирана                  | Europe                 |
| Ангола                              | Ана Лилиана Авиау       | 24      | Андуло                  | Africa & Asia-Pacific  |
| Аргентина                           | Агустина Пивоварчук     | 22      | Буэнос-Айрес            | Americas               |
| Армения                             | Элиза Мурайдан          | 25      | Вагаршапат              | Europe                 |
| Аруба                               | Кимберли Джалсинг       | 20      | Ораньестад              | Americas               |
| Багамские Острова                   | Даниэлль Грант          | 23      | Нассау                  | Americas               |
| Барбадос                            | Меган Теобальдс         | 27      | Крайст-Чёрч             | Americas               |
| Белиз                               | Дженели Фрасер          | 27      | Белиз                   | Americas               |
| Бельгия                             | Зоэ Брюне               | 18      | Намюр                   | Europe                 |
| Болгария                            | Габриэла Топалова       | 22      | Пловдив                 | Europe                 |
| Боливия                             | Хойс Прадо              | 21      | Санта-Крус-де-ла-Сьерра | Americas               |
| Бразилия                            | Майра Диас              | 27      | Итакуатиара             | Americas               |
| Великобритания                      | Ди-Энн Кентиш-Роджерс   | 25      | Бирмингем               | Europe                 |
| Венгрия                             | Энико Кечкеш            | 21      | Будапешт                | Europe                 |
| Венесуэла                           | Стефани Гутьерес        | 19      | Барселона               | Americas               |
| Виргинские Острова (Великобритания) | Аяна Кешелле Филлипс    | 23      | Тортола                 | Americas               |
| Виргинские Острова (США)            | Аниска Тонге            | 27      | Шарлотта-Амалия         | Americas               |
| Вьетнам                             | Хе Хен Ние              | 26      | Кымгар                  | Africa & Asia-Pacific  |
| Гаити                               | Саманта Колас           | 26      | Порт-о-Пренс            | Americas               |
| Гана                                | Диата Хоггар            | 25      | Вольта                  | Africa & Asia-Pacific  |
| Гватемала                           | Мариана Гарсия          | 19      | Гватемала               | Americas               |
| Германия                            | Целине Виллерс          | 25      | Мюнхен                  | Europe                 |
| Гондурас                            | Ванесса Вилларс         | 20      | Санта-Барбара           | Americas               |
| Греция                              | Иоанна Белла            | 22      | Верия                   | Europe                 |
| Грузия                              | Лара Ян                 | 25      | Телави                  | Europe                 |
| Гуам                                | Атина Эва МакНинч       | 20      | Манджилао               | Africa & Asia-Pacific  |
| Дания                               | Хелена Хеусер           | 22      | Копенгаген              | Europe                 |
| Доминиканская Республика            | Алди Бернард            | 23      | Лагуна-Салада           | Americas               |
| Египет                              | Нариман Халед           | 22      | Хургада                 | Africa & Asia-Pacific  |
| Замбия                              | Мельба Шакабожа         | 23      | Лусака                  | Africa & Asia-Pacific  |
| Израиль                             | Николь Резников         | 18      | Афула                   | Africa & Asia-Pacific  |
| Индия                               | Нехал Чудасама          | 22      | Мумбаи                  | Africa & Asia-Pacific  |
| Индонезия                           | Сония Фергина Читра     | 26      | Банка-Белитунг          | Africa & Asia-Pacific  |
| Ирландия                            | Грейн Галлана           | 24      | Банкрана                | Europe                 |
| Исландия                            | Катрин Леа Эленудоттир  | 19      | Рейкьявик               | Europe                 |
| Испания                             | Анхела Понсе            | 27      | Севилья                 | Europe                 |
| Италия                              | Эрика Де Маттейс        | 24      | Рим                     | Europe                 |
| Казахстан                           | Сабина Азимбаева        | 18      | Алматы                  | Europe                 |
| Острова Кайман                      | Кейтлин Тайсон          | 24      | Бодден-Таун             | Americas               |
| Камбоджа                            | Нат Рерн                | 22      | Кампонгтям              | Africa & Asia-Pacific  |
| Канада                              | Марта Стенпиен          | 24      | Уинсор                  | Americas               |
| Кения                               | Уабаия Кариуки          | 22      | Найроби                 | Africa & Asia-Pacific  |
| Кыргызстан                          | Бегимай Карибекова      | 20      | Бишкек                  | Africa & Asia-Pacific  |
| Китай                               | Мейсу Цинь              | 24      | Аньшань                 | Africa & Asia-Pacific  |
| Колумбия                            | Валерия Моралес         | 20      | Кали                    | Americas               |
| Республика Корея                    | Джи Хьюн Пэк            | 21      | Тэгу                    | Africa & Asia-Pacific  |
| Республика Косово                   | Зана Бериша             | 24      | Сува-Река               | Europe                 |
| Коста-Рика                          | Наталья Карвахал        | 28      | Сан-Хосе                | Americas               |
| Кюрасао                             | Акиша Альберт           | 23      | Виллемстад              | Americas               |
| Лаос                                | Он-анонг Хомсобатх      | 23      | Вьентьян                | Africa & Asia-Pacific  |
| Ливан                               | Майа Рейды              | 23      | Танурин                 | Africa & Asia-Pacific  |
| Маврикий                            | Варша Рагубарсинг       | 28      | Флак                    | Africa & Asia-Pacific  |
| Малайзия                            | Джейн Тэо               | 21      | Пинанг                  | Africa & Asia-Pacific  |
| Мальта                              | Франческа Мифсид        | 22      | Зейтун                  | Europe                 |
| Мексика                             | Андреа Тоскано          | 20      | Мансанильо              | Americas               |
| Монголия                            | Долгион Дельгержав      | 27      | Улан-Батор              | Africa & Asia-Pacific  |
| Мьянма                              | Хнин Туай Ю Аунг        | 22      | Янгон                   | Africa & Asia-Pacific  |
| Намибия                             | Сельма Каманья          | 21      | Виндхук                 | Africa & Asia-Pacific  |
| Непал                               | Манита Девкота          | 23      | Горкха                  | Africa & Asia-Pacific  |
| Нигерия                             | Арамиде Лопез           | 21      | Лагос                   | Africa & Asia-Pacific  |
| Нидерланды                          | Рахима Айла Дирксе      | 25      | Роттердам               | Europe                 |
| Никарагуа                           | Адриана Паниагуа        | 23      | Чинандега               | Americas               |
| Новая Зеландия                      | Эстелль Кёрд            | 27      | Окленд                  | Africa & Asia-Pacific  |
| Норвегия                            | Сусанн Гутторм          | 22      | Карасйок                | Europe                 |
| Панама                              | Роза Монтесума          | 25      | Нгобе-Бугле             | Americas               |
| Парагвай                            | Белен Альдерете         | 24      | Асунсьон                | Americas               |
| Перу                                | Ромина Лозано           | 21      | Бельявиста              | Americas               |
| Польша                              | Магдалена Сват          | 27      | Островец-Свентокшиский  | Europe                 |
| Португалия                          | Филиппа Барросо         | 19      | Сетубал                 | Europe                 |
| Пуэрто-Рико                         | Киара Ортега            | 25      | Ринкон                  | Americas               |
| Россия                              | Юлия Полячихина         | 18      | Чебоксары               | Europe                 |
| Сальвадор                           | Марисела Де Монтекристо | 26      | Сан-Сальвадор           | Americas               |
| Сент-Люсия                          | Анджелла Дальсу         | 24      | Кастри                  | Americas               |
| Сингапур                            | Зара Ханум              | 23      | Сингапур                | Africa & Asia-Pacific  |
| Словакия                            | Барбора Ганова          | 24      | Лученец                 | Europe                 |
| США                                 | Сара Роуз Саммерс       | 24      | Омаха                   | Americas               |
| Таиланд                             | Сопхида Канчанарин      | 23      | Бангкок                 | Africa & Asia-Pacific  |
| Турция                              | Тара Де Врис            | 20      | Стамбул                 | Europe                 |
| Украина                             | Карина Жосан            | 23      | Одесса                  | Europe                 |
| Уругвай                             | София Марреро           | 18      | Канелонес               | Americas               |
| Филиппины                           | Катриона Грей           | 24      | Оас                     | Africa & Asia-Pacific  |
| Финляндия                           | Алина Воронкова         | 23      | Хельсинки               | Europe                 |
| Франция                             | Эва Колас               | 22      | Бастия                  | Europe                 |
| Хорватия                            | Мия Поятина             | 23      | Нова-Градишка           | Europe                 |
| Чехия                               | Леа Штефличкова         | 20      | Прага                   | Europe                 |
| Чили                                | Андреа Диаз             | 27      | Сантьяго                | Americas               |
| Швейцария                           | Ястина Дорин Ридерер    | 20      | Шпрайтенбах             | Europe                 |
| Швеция                              | Эмма Страндберг         | 22      | Халстахамар             | Europe                 |
| Шри-Ланка                           | Орнелла Гунесекере      | 26      | Дехивала-Маунт-Лавиния  | Africa & Asia-Pacific  |
| Эквадор                             | Виргиния Лимоги         | 24      | Портовьехо              | Americas               |
| ЮАР                                 | Тамарин Грин            | 24      | Парл                    | Africa & Asia-Pacific  |
| Ямайка                              | Эмили Мэддисон          | 19      | Сент-Эндрю              | Americas               |
| Япония                              | Юми Като                | 22      | Айти                    | Africa & Asia-Pacific  |

## Примечание

### Первый трансгендерный участник
Представительница Испании, Анхела Понсе, стала первой девушкой-трансгендером на международном конкурсе красоты. Не вошла в Топ-20. Правила были изменены, чтобы позволить трансгендерным участницам быть среди конкурсанток. Правила принадлежали на тот момент будущему президенту США — Дональду Трампу, была Мисс Канада и под угрозой судебного иска, за первоначальную дисквалификацию Дженны Талацковой в национальном конкурсе красоты Мисс Канада после обнаружения, что она была транссексуалом.

### Дебютировали
- Армения
- Кыргызстан
- Монголия

### Вернулись
Последний раз участвовали в 2015 году:
- Греция

Последний раз участвовали в 2016 году:
- Белиз
- Венгрия
- Дания
- Кения
- Республика Косово
- Швейцария

### Обозначения
1. ↑  ARGENTINA – Agustina Pivowarchuk was appointed as "Miss Universe Argentina 2018" after a closed door casting call took place. by Endemol Argentina and TNT Latin America, national franchise holder in Argentina.
2. ↑  HUNGARY – Enikő Kecskès was appointed as "Miss Universe Hungary 2018" after a closed door casting call took place by the new national organization.[30]
3. ↑  BRITISH VIRGIN ISLANDS – A'yana was appointed to represent the British Virgin Islands at Miss Universe 2018 pageant, by Alessia Hamm, the franchise holder of Miss Universe in the BVI after the upcoming pageant canceled due to lack financial support. A'yana placed as the 2nd Вице-мисс at the Miss British Virgin Islands 2017.[источник не указан 1604 дня]
4. ↑  DENMARK – Helena Heuser was appointed as "Miss Universe Denmark 2018" after Lisa Lents acquired the Miss Universe franchise in Denmark. Helena was Miss World Denmark 2016 and competed at Miss World 2016..
5. ↑  KYRGYZSTAN – Some sources differ as to whether Karybekova was the winner of a pageant[60] or simply appointed to the role.[61]
6. ↑  CHINA – Qin was appointed to represent China at Miss Universe 2018 pageant, by Yue-Sai Kan the President of Miss Universe China pageant after the 2017 winner, Qiu Qiang has been dethroned from her title along with the 1st Вице-мисс. Qin crowned the 2nd Вице-мисс at the Miss Universe China 2017 pageant.[63]
7. ↑  LAOS – On-anong Homsombath was appointed to represent Laos at Miss Universe 2018 pageant, by Hongkham Souvannavong (TV Lao HD) the President of Miss Universe Laos pageant after the 2018 edition of the pageant winner will have one year preparation to upcoming Miss Universe 2019. Homsombath crowned the 1st Вице-мисс at the Miss Universe Laos 2017 pageant.[источник не указан 1604 дня]
8. ↑  URUGUAY – Sofia Marrero was appointed to represent Uruguay at Miss Universe 2018 pageant after a casting call took place, organized by "Escuela de Modelos y Actitud - EMA Models", the franchise holders for Miss Universe in Uruguay.

### Замены
1. ↑  BELGIUM – Zoe Brunet was appointed as Miss Universe Belgium 2018 to represent Belgium after Miss Belgium Organization decided to send the original winner of Miss Belgium 2018 Angeline Flor Pua only to Miss World 2018 so as to avoid scheduling conflicts. Brunet was the 1st Вице-мисс at the Miss Belgium 2018 pageant.[24]
2. ↑  POLAND – Magdalena Swat was appointed as Miss Universe Poland 2018 to represent Poland after Miss Polonia Organization decided to send the original winner of Miss Polonia 2017 Agata Biernat only to Miss World 2018. Magdalena was a Вице-мисс of Miss Polonia 2017.[88]
3. ↑  Франция – Эва Колас, первая Вице-мисс конкурсе «Мисс Франция 2018», получила титул «Мисс Вселенная Франция» 2018 года, чтобы представлять Францию на всемирном конкурсе, после того, как Miss France Organization решила отправить победителя конкурса «Мисс Франция 2018» Маэву Кук[фр.] только на конкурс «Мисс Мира 2018».[104]

### Наблюдения
- Сьерра-Леоне — Marie Esther Bangura arrived too late to register due to delayed trip and visa problems. She was welcomed by the pageant organizers and was given the chance to attend the show in the audience. She also confirmed that she would compete in 2019 instead.[120]

## Участие в других конкурсах красоты
Список участниц, которые участвовали или будут участвовать в других международных или региональных конкурсах красоты
Мисс мира
- 2014:  Эквадор: Virginia Limongi
- 2014:  Виргинские Острова (США): Aniska Tonge
- 2016:  Дания: Helena Heuser
- 2016:  Филиппины: Catriona Gray (Топ-5)
- 2016:  Швеция: Emma Strandberg
- 2017:  Португалия: Filipa Barroso

Мисс интернешнл
- 2010:  Шри-Ланка: Ornella Gunesekere
- 2012:  Монголия: Dolgion Delgerjav
- 2017:  Канада: Marta Stepien
- 2017:  Гондурас: Vanessa Villars (Топ-15)

Мисс Земля
- 2014:  Кюрасао: Akisha Albert

Miss Globe International
- 2017:  Боливия: Joyce Prado

Miss Teen International
- 2011:  Никарагуа: Adriana Paniagua (Победитель)

Nuestra Belleza Latina
- 2013:  Сальвадор: Marisela De Montecristo (Победитель)

Reina Hispanoamericana
- 2016:  Бразилия: Mayra Dias (2-я Вице-мисс)
- 2017:  Кюрасао: Akisha Albert (Virreina)
- 2018:  Боливия: Joyce Prado (3-я Вице-мисс)
- 2018:  Парагвай: Belén Alderete (2-я Вице-мисс)

Reinado Internacional del Café]
- 2018:  Канада: Marta Stepien (Virreina)

Мисс Америка
- 2013:  Виргинские Острова (США): Aniska Tonge

## Заметка
1. ↑  The event was held at 07:00 local time (UTC+07:00); for the Americas, the day was still 16 December in their local times.

## Примечание
1. ↑  THAILAND here we come! MUO (31 июля 2018). Дата обращения: 19 декабря 2018. Архивировано 14 декабря 2019 года.
2. ↑  Thailand to host Miss Universe 2018 as pageant returns to Asia after 2 years. ABS-CBN News. 31 июля 2018. Архивировано 1 мая 2019. Дата обращения: 19 декабря 2018.
3. ↑  Our favorite pageant insiders are back! Supermodel & pageant expert Lu Sierra, and TV personality & style guru Carson Kressley also will return to provide analysis and commentary throughout the live telecast. MUO (17 ноября 2018). Дата обращения: 19 декабря 2018. Архивировано 14 декабря 2019 года.
4. ↑  Hosts & Performers. MUO. Дата обращения: 17 ноября 2018. Архивировано 9 декабря 2021 года.
5. ↑  Contestants. MUO. Дата обращения: 2 декабря 2018. Архивировано 1 декабря 2019 года.
6. 1 2 3 4 5  Amy B Wang. Miss Spain makes history as first transgender woman to compete in Miss Universe pageant. The Washington Post (17 декабря 2018). — «After Talackova threatened legal action, the organization — then owned by Donald Trump — changed the rules to allow transgender contestants in its pageants.» Дата обращения: 18 декабря 2018. Архивировано 18 декабря 2018 года.
7. 1 2  Cady Lang. Miss Spain Made History as the First Miss Universe Transgender Competitor. Time (17 декабря 2018). Дата обращения: 18 декабря 2018. Архивировано 17 декабря 2018 года.
8. 1 2  Afinidad-Bernardo, Deni Rose (2 мая 2018). Organizer: Miss Universe Organization preparing for Philippines' 2018 hosting. The Philippine Star. Архивировано 11 июля 2019. Дата обращения: 9 мая 2018.
9. ↑  90% chance for another Miss U in PH: Teo. Philippine Canadian Inquirer. Philippine News Agency. 6 мая 2018. Архивировано 9 мая 2018. Дата обращения: 9 мая 2018.
10. ↑  No Miss Universe hosting for PH this year, says tourism chief. ABS-CBN News. 18 мая 2018. Архивировано 18 мая 2018. Дата обращения: 19 декабря 2018.
11. ↑  Thailand to host Miss Universe 2018 as pageant returns to Asia. ABS-CBN News. 31 июля 2018. Архивировано 1 мая 2019. Дата обращения: 19 декабря 2018.
12. ↑  ‘No live voting this year’: Catriona Gray details new Miss Universe format. ABS-CBN (11 декабря 2018). Дата обращения: 19 декабря 2018. Архивировано 2 апреля 2019 года.
13. ↑  Judges. Miss Universe Organization. Дата обращения: 12 декабря 2018. Архивировано 9 декабря 2021 года.
14. ↑  Francesca Hung – Miss Universe Australia 2018. awardgoesto. Дата обращения: 28 июня 2018. Архивировано из оригинала 1 июля 2018 года.
15. ↑  Miss Universe Albania 2018 award goes to Trejsi Sejdini. awardgoesto. Дата обращения: 19 июня 2018. Архивировано из оригинала 31 марта 2019 года.
16. ↑  Miss Angola 2018 award goes to Ana Liliana Aviao. awardgoesto. Дата обращения: 2 июля 2018. Архивировано из оригинала 10 июля 2018 года.
17. ↑  Agustina Pivowarchuk crowned Miss Universo Argentina 2018. The Perfect Miss. Дата обращения: 7 сентября 2018.
18. ↑  Miss Universe Armenia 2018 award goes to Eliza Muradyan. awardgoesto. Дата обращения: 5 июля 2018. Архивировано из оригинала 4 ноября 2018 года.
19. ↑  Kimberly Julsing – Miss Universe Aruba 2018. awardgoesto. Дата обращения: 26 июня 2018. Архивировано из оригинала 2 июля 2018 года.
20. ↑  Miss Universe Bahamas 2018 award goes to Danielle Simone. awardgoesto. Дата обращения: 20 сентября 2018. Архивировано из оригинала 20 сентября 2018 года.
21. ↑  Meghan Theobalds is Miss Universe Barbados 2018. Missosology. Дата обращения: 18 сентября 2018. Архивировано 16 февраля 2019 года.
22. ↑  Miss Universe Belize 2018 award goes to Jenelli Fraser. awardgoesto. Дата обращения: 26 августа 2018. Архивировано из оригинала 28 августа 2018 года.
23. ↑  C’est officiel, je vais représenter la Belgique à Miss Univers. mrsbrunetzoe. Дата обращения: 1 октября 2018.
24. ↑  Miss Universe Belgium 2018 (29 сентября 2018). Дата обращения: 19 декабря 2018. Архивировано 30 сентября 2018 года.
25. ↑  Miss Universe Bulgaria 2018 award goes to Gabriela Topalowa. awardgoesto. Дата обращения: 13 сентября 2018. Архивировано из оригинала 16 сентября 2018 года.
26. ↑  Joyce Prado – Miss Bolivia Universe 2018. awardgoesto. Дата обращения: 24 июня 2018. Архивировано из оригинала 6 мая 2019 года.
27. ↑  Marya Dias – Miss Universe Brazil 2018. awardgoesto. Дата обращения: 27 июня 2018. Архивировано из оригинала 1 сентября 2018 года.
28. ↑  Dee-Ann Rogers wins Miss Universe Great Britain 2018, awardgoesto, Архивировано из оригинала 21 июля 2018, Дата обращения: 15 июля 2018
29. ↑  Enikő Kecskès is Miss Universe Hungary 2018. Missosology. Дата обращения: 16 октября 2018. Архивировано 16 октября 2018 года.
30. ↑  Miss Universe Hungary 2018 — Global Beauties. Дата обращения: 19 декабря 2018. Архивировано 15 октября 2018 года.
31. ↑  Sthefany Gutiérrez es Miss Venezuela 2017. Missosology. Дата обращения: 12 ноября 2017. Архивировано 16 ноября 2017 года.
32. ↑  Miss British Virgin Islands 2018. Global Beauties. Дата обращения: 8 августа 2018. Архивировано 20 сентября 2018 года.
33. ↑  Miss Universe U.S. Virgin Islands 2018 award goes to Aniska Tonge. awardgoesto. Дата обращения: 13 августа 2018. Архивировано из оригинала 15 августа 2018 года.
34. ↑  H’Hen Nie wins Miss Universe Vietnam 2017. The Great Pageant Community. Дата обращения: 7 января 2018. Архивировано 12 сентября 2018 года.
35. ↑  Samantha Colas – Miss Universe Haiti 2018. awardgoesto. Дата обращения: 6 июля 2018. Архивировано из оригинала 10 июля 2018 года.
36. ↑  Miss Universe Ghana 2018 award goes to Akpene Diata Hoggar. awardgoesto. Дата обращения: 16 сентября 2018. Архивировано из оригинала 16 сентября 2018 года.
37. ↑  Mariana Garcia — Miss Universe Guatemala 2018. awardgoesto. Дата обращения: 1 сентября 2018. Архивировано из оригинала 17 мая 2019 года.
38. ↑  Miss Universe Germany 2018 award goes to Celine Willers. awardgoesto. Дата обращения: 19 августа 2018. Архивировано из оригинала 16 сентября 2018 года.
39. ↑  Vanessa Villars is Miss Universe Honduras 2018. Missosology. Дата обращения: 3 октября 2018. Архивировано 5 октября 2018 года.
40. ↑  Ioanna Bella wins Star Hellas 2018. awardgoesto. Дата обращения: 1 октября 2018. Архивировано из оригинала 3 октября 2018 года.
41. ↑  Miss Georgia 2017 Crowned. Global Beauties. Дата обращения: 11 декабря 2017. Архивировано 1 сентября 2018 года.
42. ↑  Miss Universe Guam 2018 award goes to Athena Eva McNinch. awardgoesto. Дата обращения: 15 августа 2018. Архивировано из оригинала 19 августа 2018 года.
43. ↑  Helena Heuser is Miss Universe Denmark 2018. Missosology. Дата обращения: 11 сентября 2018. Архивировано 12 сентября 2018 года.
44. ↑  Miss Dominican Republic Universe 2018 award goes to Aldy Bernard. awardgoesto. Дата обращения: 26 августа 2018. Архивировано из оригинала 28 августа 2018 года.
45. ↑  Nariman Khaled is Miss Egypt Universe 2018. Missosology. Дата обращения: 16 октября 2018. Архивировано 16 октября 2018 года.
46. ↑  Miss Universe Zambia 2018 award goes to Melba Shakabozha. awardgoesto. Дата обращения: 19 августа 2018. Архивировано из оригинала 14 сентября 2018 года.
47. ↑  Nikol Reznikov is Miss Israel 2018. Missosology. Дата обращения: 3 мая 2018. Архивировано 7 мая 2018 года.
48. ↑  Nehal Chudasama – Miss Diva 2018 Winner. awardgoesto. Дата обращения: 1 сентября 2018. Архивировано из оригинала 1 сентября 2018 года.
49. ↑  Puteri Indonesia 2018 is Sonia Fergina. Missosology. Дата обращения: 9 марта 2018. Архивировано 11 марта 2018 года.
50. ↑  Miss Universe Ireland 2018 award goes to Grainne Gallanagh. awardgoesto. Дата обращения: 3 августа 2018. Архивировано из оригинала 3 августа 2018 года.
51. ↑  Miss Universe Iceland 2018 award goes to Katrin Lea Elenudottir. awardgoesto. Дата обращения: 21 августа 2018. Архивировано из оригинала 25 августа 2018 года.
52. ↑  Angela Ponce – Miss Universe Spain 2018. awardgoesto. Дата обращения: 30 июня 2018. Архивировано из оригинала 2 июля 2018 года.
53. ↑  Miss Universe Italy 2018 Erica De Matteis. Miss Universe Italy. Дата обращения: 12 ноября 2018.
54. ↑  Sabina Azimbaeva is Miss Universe Kazakhstan 2018. The Great Pageant Community. Дата обращения: 20 февраля 2018. Архивировано 1 сентября 2018 года.
55. ↑  Caitlin Tyson – Miss Cayman Islands 2018. awardgoesto. Дата обращения: 12 августа 2018. Архивировано из оригинала 15 августа 2018 года.
56. ↑  Rern Sinat – Miss Universe Cambodia 2018. awardgoesto (24 июня 2018). Дата обращения: 24 июня 2018. Архивировано из оригинала 17 июля 2018 года.
57. ↑  Miss Universe Canada 2018 award goes to Marta Stepien. awardgoesto. Дата обращения: 19 августа 2018. Архивировано из оригинала 1 сентября 2018 года.
58. ↑  Miss Universe Kenya 2018 is Wabaiya Kariuki. MissUniverseKenya. Дата обращения: 4 ноября 2018. Архивировано 10 ноября 2020 года.
59. ↑  Begimay Karybekova is Miss Universe Kyrgyzstan 2018. The Great Pageant Community. Дата обращения: 19 мая 2018. Архивировано 25 мая 2018 года.
60. ↑  Begimay Karybekova Crowned Miss Universe Kyrgyzstan 2018. The Times of India. Bennett, Coleman (13 мая 2018). Дата обращения: 26 мая 2018. Архивировано 26 мая 2018 года.
61. ↑  Begimay Karybekova Is Miss Universe Kyrgyzstan 2018. thegreatpageantcommunity.com (19 мая 2018). Дата обращения: 26 мая 2018. Архивировано 25 мая 2018 года.
62. ↑  Qin Meisu crowned as Miss Universe China 2018. The Great Pageant Community (6 мая 2018). Дата обращения: 6 мая 2018. Архивировано 28 августа 2018 года.
63. ↑  Hạ Huyền. Đại diện Trung Quốc ở Hoa hậu Hoàn vũ 2018 bị chê nhan sắc bình thường. news.zing.vn. Vietnam Publication Association (28 апреля 2018). Дата обращения: 30 апреля 2018. Архивировано 1 мая 2018 года.
64. ↑  Valeria Morales — Miss Colombia 2018 Winner. awardgoesto. Дата обращения: 1 октября 2018. Архивировано из оригинала 1 октября 2018 года.
65. ↑  Miss Universe Korea 2018 award goes to Baek Ji-Hyun. awardgoesto. Дата обращения: 23 августа 2018. Архивировано из оригинала 23 августа 2018 года.
66. ↑  Miss Universe Kosovo 2018 award goes to Zana Berisha. awardgoesto. Дата обращения: 2 июля 2018. Архивировано из оригинала 10 июля 2018 года.
67. ↑  Miss Costa Rica 2018 is Natalia Carvajal. Missosology. Дата обращения: 30 апреля 2018. Архивировано 1 октября 2018 года.
68. ↑  Miss Universe Curacao 2018 award goes to Akisha Albert. awardgoesto. Дата обращения: 11 сентября 2018. Архивировано из оригинала 12 сентября 2018 года.
69. ↑  Miss Universe Laos 2018 award goes to On-anong Homsombath. awardgoesto. Дата обращения: 27 июля 2018. Архивировано из оригинала 28 августа 2018 года.
70. ↑  Maya Reaidy is Miss Lebanon 2018. Missosology. Дата обращения: 5 октября 2018. Архивировано 11 октября 2018 года.
71. ↑  Varsha Ragoobarsing crowned as Miss Universe Mauritius 2018. The Great Pageant Community. Дата обращения: 9 мая 2018. Архивировано 12 сентября 2018 года.
72. ↑  Jane Teoh is Miss Universe Malaysia 2018. Missosology. Дата обращения: 12 января 2018. Архивировано 12 января 2018 года.
73. ↑  Francesca Mifsud – Miss Universe Malta 2018. awardgoesto. Дата обращения: 14 июля 2018. Архивировано из оригинала 17 июля 2018 года.
74. ↑  Andrea Toscano is Mexicana Universal 2018. Missosology. Дата обращения: 6 июня 2018. Архивировано 17 июля 2018 года.
75. ↑  Dolgion Delgerjav is Miss Universe Mongolia 2018. Missosology. Дата обращения: 19 октября 2018. Архивировано 19 октября 2018 года.
76. ↑  Hnin Thway Yu Aung crowned as Miss Universe Myanmar 2018. The Great Pageant Community. Дата обращения: 1 октября 2017. Архивировано 26 октября 2017 года.
77. ↑  Selma Kamanya – Miss Namibia 2018 Winner. awardgoesto. Дата обращения: 8 июля 2018. Архивировано из оригинала 10 июля 2018 года.
78. ↑  Manita Devkota crowned as Miss Universe Nepal 2018. The Great Pageant Community. Дата обращения: 12 апреля 2018. Архивировано 12 сентября 2018 года.
79. ↑  Miss Universe Nigeria 2018 award goes to Lopez Aramide. awardgoesto. Дата обращения: 22 сентября 2018. Архивировано из оригинала 22 сентября 2018 года.
80. ↑  Rahima Dirkse wins Miss Netherlands 2018. awardgoesto. Дата обращения: 10 июля 2018. Архивировано из оригинала 14 июля 2018 года.
81. ↑  Miss Nicaragua 2018 is Adriana Paniagua. Missosology. Дата обращения: 26 марта 2018. Архивировано 30 марта 2018 года.
82. ↑  Miss Universe New Zealand 2018 award goes to Estelle Curd. awardgoesto (5 августа 2018). Дата обращения: 19 декабря 2018. Архивировано из оригинала 13 августа 2019 года.
83. ↑  Susanne Guttorm — Miss Universe Norway 2018. awardgoesto. Дата обращения: 29 июля 2018. Архивировано из оригинала 3 августа 2018 года.
84. ↑  Rosa Iveth Montezuma wins Senorita Panama 2018. The Great Pageant Community. Дата обращения: 9 июня 2018. Архивировано 28 августа 2018 года.
85. ↑  Miss Universe Paraguay 2018 award goes to Belen Alderete. awardgoesto. Дата обращения: 25 августа 2018. Архивировано из оригинала 25 августа 2018 года.
86. ↑  Romina Lozano wins Miss Peru 2018. The Great Pageant Community. Дата обращения: 1 ноября 2017. Архивировано 28 августа 2018 года.
87. ↑  Magdalena Swat is Miss Universe Poland 2018. Missosology. Дата обращения: 23 сентября 2018. Архивировано 24 сентября 2018 года.
88. ↑  Miss Universe Pland 2018 (5 сентября 2018).
89. ↑  Portugal crowns reps to 2018 Big5 pageants. Missosology. Дата обращения: 30 июля 2018. Архивировано 3 августа 2018 года.
90. ↑  Kiara Liz Ortega is Miss Universe Puerto Rico 2018. Missosology. Дата обращения: 21 сентября 2018. Архивировано 21 сентября 2018 года.
91. ↑  Yulia Polyachikhina is Miss Russia 2018. Missosology. Дата обращения: 15 апреля 2018. Архивировано 18 апреля 2018 года.
92. ↑  Marisela de Montecristo is Miss Universe El Salvador 2018. Missosology. Дата обращения: 18 июня 2018. Архивировано 24 июня 2018 года.
93. ↑  Miss Universe Saint Lucia 2018 Winner. awardgoesto. Дата обращения: 31 июля 2018. Архивировано из оригинала 3 августа 2018 года.
94. ↑  Miss Universe Singapore 2018 award goes to Zahra Khanum. awardgoesto. Дата обращения: 1 сентября 2018. Архивировано из оригинала 8 сентября 2018 года.
95. ↑  Miss Universe Slovakia 2018 award goes to Barbora Hanova. awardgoesto. Дата обращения: 17 ноября 2018. Архивировано из оригинала 17 ноября 2018 года.
96. ↑  Sarah Rose Summers is Miss USA 2018. Missosology. Дата обращения: 22 мая 2018. Архивировано 24 мая 2018 года.
97. ↑  Sophida Kanchanarin – Miss Universe Thailand 2018. awardgoesto. Дата обращения: 30 июня 2018. Архивировано из оригинала 2 июля 2018 года.
98. ↑  Miss Turkey Universe 2018 award goes to Tara De Vries. awardgoesto. Дата обращения: 25 сентября 2018. Архивировано из оригинала 25 сентября 2018 года.
99. ↑  Miss Ukraine Universe 2018 award goes to Karina Zhosan. awardgoesto. Дата обращения: 15 августа 2018. Архивировано из оригинала 28 августа 2018 года.
100. ↑  Miss Uruguay Universe 2018 award goes to Sofia Marrero. awardgoesto. Дата обращения: 28 августа 2018. Архивировано из оригинала 31 августа 2018 года.
101. ↑  Catriona Gray is Bb. Pilipinas 2018. Missosology. Дата обращения: 18 марта 2018. Архивировано 22 марта 2018 года.
102. ↑  Alina Voronkova – Miss Finland 2018 Winner. awardgoesto. Дата обращения: 29 сентября 2018. Архивировано из оригинала 8 октября 2018 года.
103. ↑  Miss Corse et première dauphine de Miss France qui représentera son pays à Miss Universe, Miss France Officiel (фр.), Дата обращения: 17 сентября 2018
104. ↑  missfranceoff. #OFFICIEL : @maevacouckeoff représentera la France au concours @missworld le 8 décembre à Sanya en Chine 👑 (фр.). Instagram (17 сентября 2018). Дата обращения: 3 июля 2020.
105. ↑  Mia Pojatina is Miss Universe Croatia 2018. Missosology. Дата обращения: 7 мая 2018. Архивировано 11 мая 2018 года.
106. ↑  Czech Republic crowns 2018 queens. Missosology. Дата обращения: 5 июня 2018. Архивировано 11 июня 2018 года.
107. ↑  Miss Universe Chile 2018 award goes to Andrea Diaz. awardgoesto. Дата обращения: 19 августа 2018. Архивировано из оригинала 25 августа 2018 года.
108. ↑  Архивированная копия. Дата обращения: 19 декабря 2018. Архивировано 6 мая 2019 года.
109. ↑  Jastina Doreen Riederer is Miss Universe Switzerland 2018. Missosology. Дата обращения: 20 сентября 2018. Архивировано 21 сентября 2018 года.
110. ↑  Miss Universe Sweden 2018 award goes to Emma Strandbergh. awardgoesto. Дата обращения: 24 сентября 2018. Архивировано из оригинала 8 мая 2019 года.
111. ↑  Miss Universe Sri Lanka 2018 award goes to Ornella Gunesekere. awardgoesto. Дата обращения: 25 сентября 2018. Архивировано из оригинала 25 сентября 2018 года.
112. ↑  Virginia Limongi is Miss Ecuador 2018. Missosology. Дата обращения: 7 мая 2018. Архивировано 10 мая 2018 года.
113. ↑  Tamaryn Green is Miss South Africa 2018. Missosology. Дата обращения: 31 мая 2018. Архивировано 16 сентября 2018 года.
114. ↑  Miss Universe Jamaica 2018 award goes to Emily Madison. awardgoesto. Дата обращения: 25 августа 2018. Архивировано из оригинала 21 апреля 2019 года.
115. ↑  Yuumi Kato is Miss Universe Japan 2018. Missosology. Дата обращения: 19 марта 2018. Архивировано 19 марта 2018 года.
116. ↑  Miss Universe Spain crowns its first transgender queen, Angela Ponce. Дата обращения: 19 декабря 2018. Архивировано 28 марта 2019 года.
117. ↑  Castillo, Jackie. Miss Universe 2018: Catriona Gray, from the Philippines, claims crown (англ.). CNN Style (17 декабря 2018). Дата обращения: 17 декабря 2018. Архивировано 17 декабря 2018 года.
118. ↑  «Jenna Talackova, transgendered Miss Universe Canada contestant, shines in spotlight» Архивная копия от 18 августа 2012 на Wayback Machine. Toronto Star, May 18, 2012.
119. ↑  21 Transgender People Who Influenced American Culture. Time Magazine. Дата обращения: 19 декабря 2018. Архивировано 5 августа 2016 года.
120. ↑  หนูน้อยบนยอดเขาอันหนาวเหน็บ - Posts. Дата обращения: 19 декабря 2018. Архивировано 18 декабря 2019 года.